# 黑胃梭竺鯛
黑胃梭竺鯛（學名：Cercamia melanogaster），又稱黑胃梭天竺鯛，為輻鰭魚綱鈎頭魚目天竺鯛科梭竺鯛屬下的一個種，分布於西太平洋印尼海域，深度15至42公尺，本魚體延長，長橢圓形，體稍側扁，頭大、眼大，口大且斜裂，頜齒細小，鋤骨和腭骨通常具齒，舌上無齒，前鰓蓋骨平滑，背鰭2個，尾鰭叉形，身體呈半透明紅色，頭部桃紅色，腹部呈現黑色的內臟，且上方帶有一條亮藍色條紋，體長可達2.8公分，棲息在珊瑚礁及岩礁區，肉食性，以小型無脊椎動物為食，繁殖期時，雄魚具有口孵習性，卵約7日化成仔魚，由雄魚吐出，具短暫的仔魚飄浮期，生活習性不明。